# Eleuthemis
Genre
Eleuthemis est un genre d'insectes de la famille des Libellulidae appartenant au sous-ordre des anisoptères dans l'ordre des odonates. Il ne comprend qu'une seule espèce : Eleuthemis buettikoferi. 

## Espèce du genreEleuthemis
- Eleuthemis buettikoferi Ris, 1910

## Répartition
L'espèce est mentionnée en Angola, au Cameroun, en République centrafricaine, en République démocratique du Congo, sur la Côte-d'Ivoire, en Guinée équatoriale, au Gabon, en Ghana, en Guinée, au Liberia, en Mozambique, au Nigeria, en Sierra Leone, en Tanzanie, au Togo, en Ouganda, au Zambie et au Zimbabwe.